# Đạo Tín
Đại sư Đạo Tín (zh. dàoxìn 道信, ja. dōshin, 580-651) là Thiền sư Trung Quốc, Tổ thứ tư của Thiền tông. Sư là đệ tử tâm truyền của Tam tổ Tăng Xán. Sư có hai đệ tử nối pháp là Đại sư Hoằng Nhẫn - người trở thành Ngũ Tổ Thiền Tông và Thiền sư Ngưu Đầu Pháp Dung - người sáng lập Ngưu Đầu Thiền nổi tiếng trong lịch sử Thiền Tông Trung Quốc. Dưới sự giáo hóa của sư, Thiền tông bắt đầu được biết đến rộng rãi và dần dần thịnh hành. Sư có để lại tác phẩm Bồ-tát Giới Pháp được lưu hành rộng rãi trong thiền lâm và quyển Nhập Đạo An Tâm Yếu Phương Tiện Pháp Môn.

## Cơ duyên
Sư thuộc họ Tư Mã, Dòng họ lâu đời ở Hà Nội, Trung Quốc, sau gia đình sư dời đến huyện Quảng Tế, Kỳ Châu. Lúc sư sinh đã dị thường. Từ bé sư đã đọc Kinh và ưa chuộng các môn học giải thoát của Phật giáo, như là đã có duyên từ trước.
Sau đó sư xuất gia và đến thời Tùy, niên hiệu Khai Hoàng năm thứ 12, Nhâm Tý, lúc mới 14 tuổi, sư đến lễ Tổ Tăng Xán nói: '' Nguyện Hòa thượng từ bi ban cho con pháp môn cởi mở''. Tổ hỏi: ''Ai trói buộc ông?''. Sư nói: ''Chẳng ai buộc cả''. Tổ nói: ''Vậy cớ gì phải cởi mở''. Sư nghe vậy liền đại ngộ.

Sau đó, ở lại theo hầu cận Tổ trong 9 năm, rồi thọ giới tại Cát Châu. Sư rất tận tâm hầu hạ thầy, Tổ thường nêu lẽ huyền vi ra hỏi sư để kiểm tra xem đã triệt ngộ chưa, rồi truyền y cà sa và pháp, sau đó đọc kệ:
Phiên âm:
Hoa chủng tuy nhân địa
Tùng địa chủng hoa sinh
Nhược vô nhân hạ chủng
Hoa địa tận vô sinh.
Tạm dịch:
Giống hoa tuy nhờ đất
Từ đất, giống hoa sinh
Nếu người không gieo giống
Hoa đất thảy không sinh.
Rồi Tổ căn dặn: '' Xưa, Khả Đại Sư truyền Pháp cho ta, sau đó đến Nghiệp Đô hành hóa 30 năm mới tịch. Nay ta được ông thì còn nấn ná lại đây chi nữa? ''.

## Hoằng pháp
Sau khi kế thừa Tổ vị, sư chuyên tâm tọa Thiền không nằm ngủ hay ngã lưng xuống chiếu trong 60 năm.
Thời nhà Tùy, niên hiệu Đại Nghiệp, năm thứ mười ba, Sư cùng các môn đệ đi đến Cát Châu, gặp lúc bọn giặc vây thành đến 70 ngày vẫn chưa giải vây được, muôn dân trong thành sợ hãi. Sư thương tình dạy họ niệm Ma-ha Bát-nhã. Bên ngoài, bọn giặc nhìn lên bờ thành thấy như có thần binh xuất hiện. Bọn giặc bảo nhau: ''Bên trong thành chắc có dị nhân, không thể công phá càn bừa được ''. Rồi chúng bỏ đi.
Đời Đường niên hiệu Vũ Đức, năm Giáp Thân, sư trở lại Kỳ Xuân, trụ tại núi Phả Đầu, người đến thọ học rất đông. Từ đây Thiền tông bắt đầu tiến lên giai đoạn mới, tăng sĩ không còn nay đây mai đó khất thực mà tu học định cư tại các thiền viện. Ngoài ra, việc nghiên cứu học hỏi kinh sách không còn giữ giá trị tuyệt đối nữa mà thay vào đó là sự ứng dụng. Thực hành Phật pháp được coi trọng hơn hết và đó cũng là một trong những đặc điểm cơ bản đưa Thiền tông lên cao trong đời nhà Đường.
Một hôm, sư nói cùng đồ chúng:'' Thời Vũ Đức, ta du ngoạn đến Lư Sơn, leo lên đến chóp đỉnh, nhìn qua núi Phá Đầu, thấy mây sắc tía như cái lộng che, bên dưới có khí trắng, quyện quanh qua sáu luồng. Các ông có biết là gì không?''. Chúng đều im lặng, có môn đệ Hoằng Nhẫn nói: '' Há có phải sau này Hòa thượng sẽ nảy sinh một chi Phật pháp đó không?'' Sư nói: ''Đúng''.
Vào thời Trinh Quán, năm Quý Mão, vua Đường Thái Tông mộ đạo vị của sư, muốn chiêm ngưỡng phong thái nên xuống chiếu triệu về kinh. Sư dâng thư từ chối, trước sau 3 lần đều lấy cớ đau ốm không đi. Lần thứ tư, vua lệnh sứ giả, nói: ''Nếu mời không được, hãy mang thủ cấp về đây''. Sứ giả lên núi đọc chỉ dụ. Sư liền ngửa cổ chờ chém, thần sắc vẫn an nhiên. Sứ giả lấy làm kinh dị, trở về tâu lại, vua nghe càng thêm hâm mộ, bèn gửi vải quý cúng dường và chấp nhận cho sư ở lại núi.

Đến đời Vua Đường Cao Tông, niên hiệu Vĩnh Huy, ngày 4 tháng 9. Sư bỗng dặn dò môn nhân rằng: ''Hết thảy các pháp đều là giải thoát. Các ông đều phải tự hộ niệm, truyền bá đời sau''. Nói xong, sư ngồi yên thị tịch, thọ 72 tuổi, tháp lập ngay tại núi Phá Đầu. Vua Đường Đại Tông sắc hiệu là Đại Y Thiền sư, tháp hiệu Từ Vân.

## Sách tham khảo
- Fo Guang Ta-tz'u-tien 佛光大辭典. Fo Guang Ta-tz'u-tien pien-hsiu wei-yuan-hui 佛光大辭典編修委員會. Taipei: Fo-Guang ch'u-pan-she, 1988. (Phật Quang Đại Từ điển. Phật Quang Đại Từ điển biên tu uỷ viên hội. Đài Bắc: Phật Quang xuất bản xã, 1988.)
- Das Lexikon der Östlichen Weisheitslehren, Bern 1986.
- Thích Thanh Từ: Thiền sư Trung Hoa I-III. TP HCM 1990, 1995.
- Dumoulin, Heinrich:

Geschichte des Zen-Buddhismus I. Indien und China, Bern & München 1985.
| Bảng các chữ viết tắt |
| --- |
| bo.: Bod skad བོད་སྐད་, tiếng Tây Tạng \| ja.: 日本語 tiếng Nhật \| ko.: 한국어, tiếng Triều Tiên \| pi.: Pāli, tiếng Pali \| sa.: Sanskrit संस्कृतम्, tiếng Phạn \| zh.: 中文 chữ Hán |